# Skeleton-Anschubweltmeisterschaft 2002
Die Skeleton-Anschubweltmeisterschaft 2002 der FIBT im Skeleton wurde am 13. Juli (2002) im niederländischen Groningen nach den dafür gültigen Wettkampfregeln ausgetragen. Es war die erste Weltmeisterschaft dieser Art. Als Jurypräsident fungierte Ueli Geissbuhler, Gelbrig Postma als Renndirektor.

## Männer
| Platz | Sportler           |
| ----- | ------------------ |
| 1     | Peter van Wees     |
| 2     | Dirk Matschenz     |
| 3     | Peter Meyer        |
| 4     | Stevie Brügger     |
| 5     | Stefano Maldifassi |
| 6     | Rod Butlin         |

Datum: 13. Juli 2002. Am Start waren insgesamt sechs Teilnehmer.

## Frauen
| Platz | Sportler      |
| ----- | ------------- |
| 1     | Maya Pedersen |
| 2     | Dany Locati   |
| 3     | Cindy Ninos   |

Datum: 13. Juli 2002. Am Start waren insgesamt drei Teilnehmer.